# The Saturday Magazine

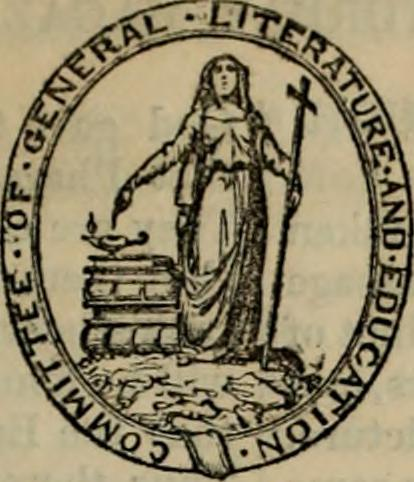
The Saturday Magazine.

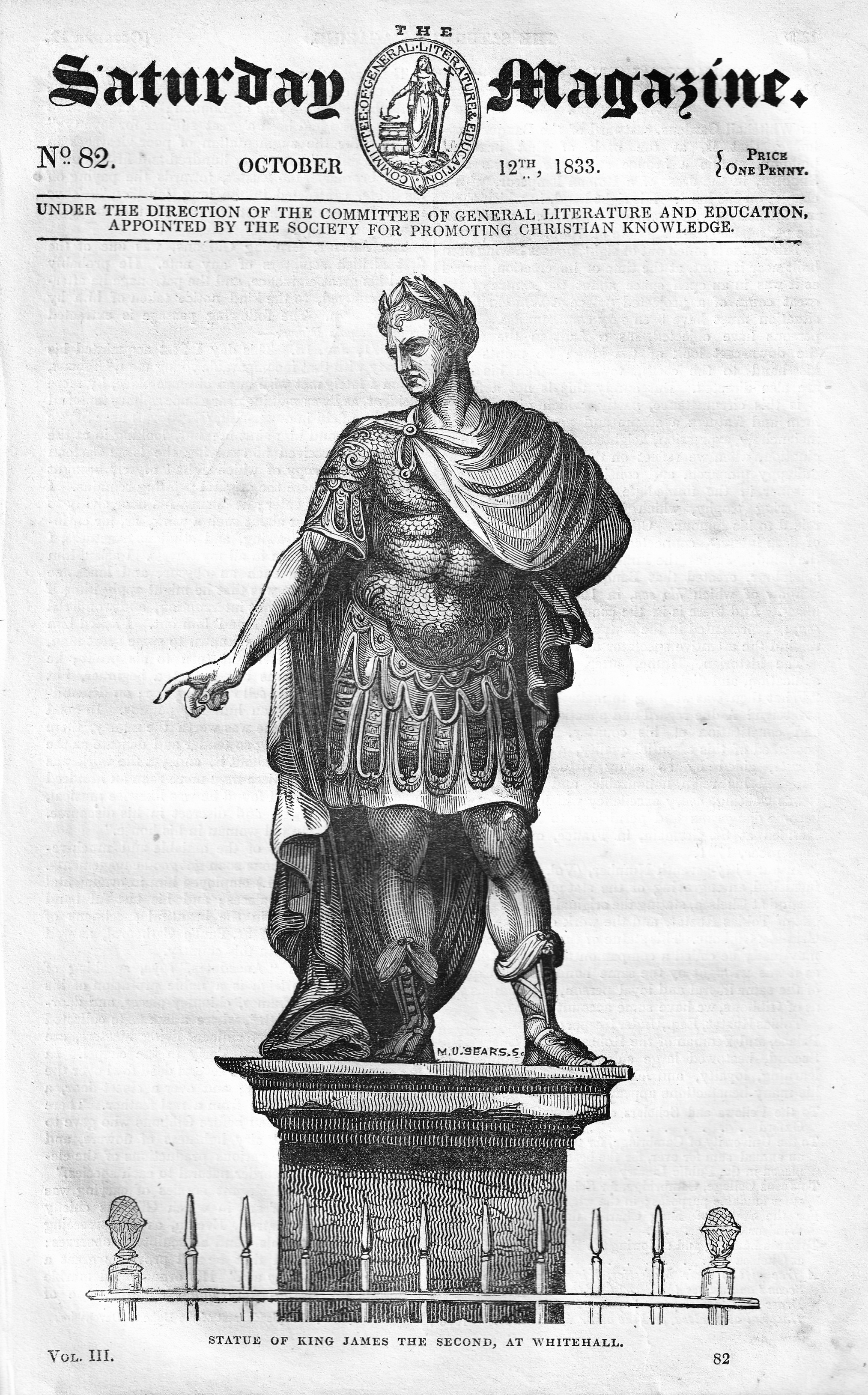
Gravure de la statue de Jacques II en première page du Saturday Magazine numéro 82, volume III le 12 octobre 1833.

Ne doit pas être confondu avec The Saturday Magazine (Philadelphie).
The Saturday Magazine est un magazine britannique qui fut publié du 7 juillet 1832 au 28 décembre 1844.

## Histoire
Le magazine est édité par le Committee of General Literature and Education, à son tour parrainé par la Society for Promoting Christian Knowledge. 
The Saturday Magazine a compté 801 numéros, les derniers numéros étant publiés par John William Parker à Londres. Le magazine était un rival anglican du Penny Magazine et avait comme but d'informer la classe travailleuse. Chaque édition hebdomadaire comprenait quatre pages, vendue un penny, et il fallait débourser six pence pour un volume mensuel. Une édition typique du Saturday Magazine commençait par un récit sur un endroit exotique. À cette époque, l'expansion de l'Empire britannique s'accélérait et les lecteurs se montraient très intéressés pour ce qui se passait dans le monde. D'autres articles portaient sur la nature, la science, l'histoire, les techniques, , etc.
Pour les illustrations, furent convoqués des graveurs sur bois comme Matthew Urlwin Sears et John Byfield.